# Word Gets Around
Word Gets Around is het debuutalbum van de Britse rockband Stereophonics. Het album werd op 25 augustus 1997 uitgebracht door V2 Records. De opnamen vonden plaats tussen 1992 en 1997, met Marshall Bird en Steve Bush als producenten. De muziek werd door de bandleden gezamenlijk geschreven, maar de teksten zijn volledig van de hand van zanger Kelly Jones. Het album werd opgedragen aan de inwoners van Cwmaman, een Brits dorpje waar vroeger veel mijnwerkers leefden en waar in 1992 de band werd opgericht.
Het nummer "Looks Like Chaplin" werd als eerste single van Word Gets Around uitgebracht op 1 november 1996, een half jaar later gevolgd door "Local Boy in the Photograph", op 17 maart 1997.
In het nummer "More Life in a Tramp's Vest", dat op 19 mei 1997 als derde single verscheen, bekijkt Jones de wereld vanuit de ogen van een vakkenvuller. Op de B-kant stond "Raymond's Shop". Een live-uitvoering van het nummer verscheen op een ep.
"A Thousand Trees" werd als vierde single uitgegeven, met "Carrot, Cake and Wine" op de B-kant. Jones werd tot het schrijven hiervan geïnspireerd door een slagzin op een luciferdoosje dat hij op tienjarige leeftijd vond. Zo zingt hij in het refrein: "Only takes one tree, to make a thousand matches. Only takes one match, to burn a thousand trees". Het nummer gaat over een gymleraar wiens carrière kapotgemaakt wordt door een gerucht dat hij zich zou hebben vergrepen aan een studente.
De laatste single van Word Gets Around was "Traffic", een ballad die op 27 oktober 1997 werd uitgebracht.

## Composities
1. "A Thousand Trees" - 3:03
2. "Looks Like Chaplin" - 2:32
3. "More Life in a Tramp's Vest" - 2:20
4. "Local Boy in the Photograph" - 3:22
5. "Traffic" - 4:53
6. "Not Up to You" - 4:36
7. "Check My Eyelids for Holes" - 2:42
8. "Same Size Feet" - 4:00
9. "Last of the Big Time Drinkers" - 2:45
10. "Goldfish Bowl" - 3:03
11. "Too Many Sandwiches" - 5:01
12. "Billy Davey's Daughter" - 3:45

## Bezetting
- Kelly Jones - zang, gitaar
- Richard Jones - basgitaar
- Stuart Cable - drums

Gastmuzikanten
- Marshall Bird - keyboard
- Richard Payne - accordeon op "Not Up to You"
- Nadia Lanman - cello op "Billy Daveys Daughter"

## Hitnoteringen
| Hitlijst                | Datum van binnenkomst | Hoogste positie | Aantal weken | Opmerkingen |
| ----------------------- | --------------------- | --------------- | ------------ | ----------- |
| UK Albums Chart (Brits) | 06-09-1997            | 6               | 118          | 2x platinum |
| Top 100 Albums (Frans)  | 14-02-1998            | 35              | 5            |             |
| New Zealand Charts      | 12-04-1998            | 8               | 6            |             |